# Queensland Reds
Pour les articles homonymes, voir Reds.
Ne doit pas être confondu avec Queensland Reds (féminines).
Maillots
Actualités
Les Queensland Reds (également nommés St. George Bank Queensland Reds pour des raisons commerciales, mais également plus simplement Reds ou Maroons) sont une équipe australienne de rugby à XV, représentant la Queensland Rugby Union depuis la fin du XIXe siècle. Les Reds jouent avec un maillot grenat (maroon en anglais), couleur associée à une longue tradition de sport au Queensland, et entretient une intense rivalité avec le bleu des équipes de Nouvelle-Galles du Sud. Cette rivalité est fortement illustrée lors du State of Origin en rugby à XIII.
Bien qu’existant depuis 1882, l’équipe est devenue professionnelle en 1996 et a conservé son nom pour participer au Super 15, compétition opposant équipes australiennes, néo-zélandaises et sud-africaines. Sélection regroupant initialement les meilleurs joueurs évoluant dans la région de Brisbane, les Reds sont devenus une franchise représentant l'État entier du Queensland grâce à la création du Country Rugby Union et du North Queensland Rugby Union. Les joueurs sélectionnés pour évoluer au sein de la franchise participent en club au Queensland Premier Rugby, la compétition de la ville de Brisbane.
Les Reds disputent leurs matchs à domicile au Suncorp Stadium basé dans le quartier de Milton à Brisbane.

## Histoire de la Province

### Les premières années
Avant la création du championnat des provinces de l'hémisphère Sud dans les années 1990, les Queensland Reds étaient l'équipe représentative de l'État dont les joueurs étaient sélectionnés parmi les différents clubs de la région. On retrouve des traces du rugby dans l'État de Queensland jusqu'en 1876, année où l'on estime que les premiers matchs ont été joués. Cependant il faut attendre 1882 et le premier match inter-États face à la Nouvelle-Galles-du-Sud pour que la fédération du Queensland Rugby Union soit créée l'année suivante. En 1883, la première rencontre inter-états jouée à Brisbane a vu les Reds prendre leur revanche sur le score de 12 à 11 au Eagle Farm Racecourse.
En 1896 eut lieu la première tournée en Nouvelle-Zélande. Ils affrontèrent les All Blacks le 15 août à Wellington, s'inclinant sur le score de 9 à 0 sur le terrain de l'Athletic Park. En 1899 le Queensland enregistra sa première victoire sur une équipe internationale, en battant la Grande-Bretagne 11 à 3 à l'Exhibition Ground.

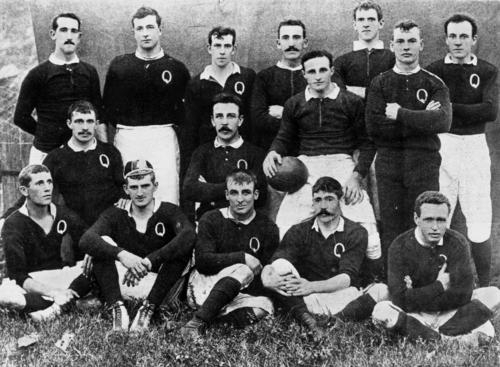
Sélection du Queensland, 1899

### Période amateur
Avec l'introduction du rugby à XIII ainsi qu'en raison de la Première Guerre mondiale, le rugby dans le Queensland fut endormi durant plusieurs années. La QRU fut démantelée, puis relancée en 1928, permettant aux clubs majeurs de reprendre la compétition principale. Après la Seconde Guerre mondiale où le jeu fut de nouveau interrompu, la croissance du rugby dans l'État fut exponentielle avec la création de la Queensland Junior Rugby Union et de la Country Rugby Union, responsable des régions tropicales, du nord et de l'est du Queensland.
En 1950 la QRU devient locataire principale du Normandy Oval appartenant à la Brisbane Grammar School, avant de déménager au Ballymore Stadium en 1966, qui servira de « terre spirituelle » aux joueurs du Queensland.
En 1980 les Reds s'imposèrent pour la première fois face à la Nouvelle-Zélande le 6 juillet au Ballymore Stadium sur le score de 9 à 3. Les célébrations du centenaire eurent lieu deux saisons plus tard avec la victoire des Reds sur le NSW 41 à 7 dans le match de célébration.
En 1993 eu lieu le premier Super 10, ancêtre du Super 14 actuel, opposant des provinces néo-zélandaises (Auckland, North Harbour, Waikato, Otago ou Canterbury), sud-africaines (Natal, Transvaal, Northern Transvaal, Eastern Province, Western Province ou Free State), Australiennes (New South Wales et Queensland) à une équipe nationale des Pacific Islanders (Samoa ou Tonga). Après avoir terminé quatrième de leur poule lors de la première édition, ils remportèrent les deux éditions suivantes en 1994 (victoire 21 à 10 contre les Natal Sharks à Durban) et en 1995 (victoire face au Transvaal à Johannesbourg).

### Période professionnelle
Avec la professionnalisation du rugby, fut créé le Super 12 opposant les meilleurs provinces originaires d'Afrique du Sud, de Nouvelle-Zélande et d'Australie. Les Reds finirent en tête de la phase championnat en 1996, s'inclinant en demi-finale à domicile face aux Natal Sharks le 18 mai 1996. Ils terminèrent ensuite en neuvième position en 1997 puis en cinquième en 1998. En 1999 le Queensland ne perdra que trois rencontres pendant la saison régulière, lui permettant d'atteindre une seconde fois le dernier carré. Malheureusement ils s'inclinèrent encore une fois à domicile en demi-finale face aux Crusaders. Malgré une décevante septième place en l'an 2000, les Reds atteignent une troisième fois les demi-finales en 2001 après avoir terminé en quatrième position de la phase de poule. Cette fois-ci la défaite en demi-finale fut enregistrée face à leurs compatriotes des Brumbies à Canberra. Avec les départs de la génération des Tim Horan, John Eales, Jason Little voire Daniel Herbert, les Reds commencèrent à enchaîner les mauvaises performances, terminant cinquième en 2002, huitième en 2003 et dixième lors des éditions 2004 et 2005.
Avec l'extension vers le Super 14, deux nouvelles franchises furent ajoutées à la compétition dont la Western Force représentant Perth. La création de cette franchise à l'ouest du pays a grandement affaibli les Reds car de nombreux joueurs ou espoirs ont rejoint la Western Australia comme Nathan Sharpe, Tai McIsaac, Digby Ioane ou Scott Daruda. Ils terminèrent cette fois douzième de la compétition en 2006, une grande déception qui entraînera le licenciement de Jeff Miller, remplacé par l'ancien sélectionneur national Eddie Jones pour la saison 2007.
Après avoir emmené une sélection d'une Queensland en tournée au Japon, ils terminèrent en seconde position de l'unique édition de l'Australian Provincial Championship, laissant augurer d'un prometteur Super 14 2007. Malheureusement, cette saison fut la pire de l'histoire de la franchise, qui termina dernière avec la cuillère de bois. Leur défaite face aux futurs champions, les Bulls, reste la plus importante, le club s'étant incliné 92 à 3.
La jeunesse de l'effectif des Reds ne permit pas au club de survoler les débats lors des éditions 2008 et 2009 où ils termineront respectivement douzième et treizième. Malgré l'exode de leurs principaux joueurs, les changements dans l'encadrement, désormais dirigé par les anciens du club Rod McCall, Daniel Herbert, Tim Horan et Dan Crowley, ainsi que l'arrivée de l'expérimenté Ewen McKenzie, laissent supposer que les mauvais jours des Reds sont derrière eux. En 2010, l'équipe termine à la cinquième place du tournoi.
Lors du Super 15 2011 (le premier du nom à la suite de l'intégration des Melbourne Rebels), les Reds terminent à la première place de la conférence australienne, et premiers au classement des trois conférences, devant les Stormers et les Crusaders, qu'ils ont battus respectivement 6-19 lors de la huitième journée et 17-16 lors de la quinzième. Ils sont alors qualifiés d'office pour les demi-finales, et reçoivent au Suncorp Stadium les Blues vainqueurs des Waratahs en plays-off. Les Reds remportent leur demi-finale, et reçoivent en finale les Crusaders, qu'ils battent 18-13.

## Couleurs et symboles
L'équipe représentative de l'État joua son premier match en 1882 à Sydney en maillots rayés noir et rouge, couleurs du grand club de l'époque le Brisbane F.C. En 1884, elle joua en marron, couleurs du club des Brisbane Wanderers. En 1886, elle adopta le bleu foncé de l'université d'Oxford, alternant avec des maillots et shorts blancs et des bas rouge.
En 1895, le Queensland choisit enfin d'adopter ce maillot grenat (en anglais maroon), si reconnaissable, et utilisé depuis par toutes les équipes représentant l'État. Le grenat ou rouge foncé était la couleur de la reine Victoria, qui régnait à l’époque où le rugby fut implanté en Australie, et c’est elle-même qui aurait proposé que le Queensland en fasse sa couleur officielle, ce qui ne fut fait qu'en 2003.
Le koala, emblématique de l'Australie, est l'animal officiel du Queensland depuis 1971, et il figure sur le blason de l'équipe, tout comme la lettre Q, initiale de l'État.

## Stades
Le jardin naturel du rugby dans l'État du Queensland se situe au Ballymore Stadium, construit vers la fin des années 1960 à Brisbane. Tout au long du Super 12 les Reds ont joué leurs matchs à domicile dans ce stade, qui a également accueilli des rencontres de la Coupe du Monde en 1987, dont un quart de finale.
Également retenu pour accueillir des rencontres de la Coupe du Monde 2003, les matchs ont été délocalisés au Suncorp Stadium à cause de l'importante demande en billets. Avec l'expansion du Super 12 vers le Super 14 lors de la saison 2006, les Reds se relocalisèrent au Suncorp Stadium, antre des Brisbane Broncos en rugby à XIII et des Brisbane Roar FC en football. Ce stade a été décrit comme un investissement pour le futur de la Queensland Rugby Union avec des accès facilités à des installations de classe mondiale.
À la fin de la saison 2006, le dernier match à domicile des Reds fut joué au Dairy Farmers Stadium de Townsville dans le North Queensland, stade des North Queensland Cowboys en rugby à XIII. Tous les matchs amicaux du Queensland sont joués au Ballymore Stadium hormis quelques rencontres au stade Carrara de la Gold Coast.

## Personnalités du club

### Effectif Super Rugby 2025
Le 11 novembre 2024, les Reds annoncent leur effectif pour la saison 2025 de Super Rugby.
| Nom                       | Date de naissance | Nationalité sportive | Sélections (points) | Club ou province       | Club précédent     | Arrivée au club |
| Talonneurs                | Talonneurs        | Talonneurs           | Talonneurs          | Talonneurs             | Talonneurs         | Talonneurs      |
| ------------------------- | ----------------- | -------------------- | ------------------- | ---------------------- | ------------------ | --------------- |
| Richie Asiata             | 3 mai 1996        | Australie            | -                   | Easts Tigers           | Arrows de Toronto  | 2021            |
| Matt Faessler             | 21 décembre 1998  | Australie            | 15 (20)             | Brothers Old Boys      | Débuts au club     | 2022            |
| Josh Nasser               | 23 juin 1999      | Australie            | 7 (0)               | Univ. Queensland       | Débuts au club     | 2020            |
| Piliers                   |                   |                      |                     |                        |                    |                 |
| George Blake              | 11 juin 2001      | Australie            | -                   | Bond University        | Débuts au club     | 2022            |
| Sef Fa'agase              | 5 mars 1991       | Australie            | -                   | Wests Rugby            | Melbourne Rebels   | 2022            |
| Matt Gibbon               | 3 juin 1995       | Australie            | 5 (0)               | Melbourne Rising       | Melbourne Rebels   | 2024            |
| Alex Hodgman              | 16 juillet 1993   | Australie            | 1 (0)               | Blues Academy          | Blues              | 2023            |
| Zane Nonggorr             | 30 mars 2001      | Australie            | 12 (0)              | Bond University        | Débuts au club     | 2020            |
| Jeffery Toomaga-Allen     | 19 novembre 1990  | Samoa                | 3 (5)               | Wellington Academy     | Ulster Rugby       | 2024            |
| Deuxièmes lignes          |                   |                      |                     |                        |                    |                 |
| Angus Blyth               | 30 septembre 1998 | Australie            | 4 (0)               | Bond University        | Débuts au club     | 2018            |
| Josh Canham               | 1er février 2001  | Australie            | -                   | Bond University        | Melbourne Rebels   | 2025            |
| Lukhan Salakaia-Loto      | 19 septembre 1996 | Australie            | 40 (10)             | Brisbane City          | Northampton Saints | 2024            |
| Ryan Smith                | 30 septembre 1996 | Australie            | -                   | Brothers Old Boys      | Débuts au club     | 2021            |
| Connor Vest               | 26 avril 1994     | Australie            | -                   | Univ. Queensland       | Débuts au club     | 2022            |
| Troisièmes lignes aile    |                   |                      |                     |                        |                    |                 |
| John Bryant               | 20 février 2003   | Australie            | -                   | Souths Rugby           | Débuts au club     | 2024            |
| Fraser McReight           | 19 février 1999   | Australie            | 30 (55)             | Brothers Old Boys      | Débuts au club     | 2019            |
| Seru Uru                  | 1er mars 1997     | Australie            | 1 (0)               | Easts Tigers           | Débuts au club     | 2020            |
| Liam Wright               | 6 novembre 1997   | Australie            | 5 (0)               | Easts Tigers           | Débuts au club     | 2018            |
| Troisièmes lignes centre  |                   |                      |                     |                        |                    |                 |
| Joe Brial                 | 7 janvier 2002    | Australie            | -                   | Canterbury Academy     | Débuts au club     | 2024            |
| Harry Wilson              | 8 février 1999    | Australie            | 27 (20)             | Brothers Old Boys      | Débuts au club     | 2020            |
| Demis de mêlée            |                   |                      |                     |                        |                    |                 |
| Tate McDermott            | 18 septembre 1998 | Australie            | 46 (25)             | Univ. Queensland       | Débuts au club     | 2018            |
| Kalani Thomas             | 18 avril 2002     | Australie            | -                   | Univ. Queensland       | Débuts au club     | 2021            |
| Louis Werchon             | 24 octobre 2002   | Australie            | -                   | Brothers Old Boys      | Débuts au club     | 2024            |
| Demis d'ouverture         |                   |                      |                     |                        |                    |                 |
| Tom Lynagh                | 14 avril 2003     | Australie            | 6 (20)              | -                      | Débuts au club     | 2022            |
| Harry McLaughlin-Phillips | 13 avril 2004     | Australie            | -                   | Univ. Queensland       | Débuts au club     | 2023            |
| Centres                   |                   |                      |                     |                        |                    |                 |
| Josh Flook                | 22 septembre 2001 | Australie            | 4 (0)               | Brothers Old Boys      | Débuts au club     | 2020            |
| Isaac Henry               | 8 mars 1999       | Australie            | -                   | Wests Rugby            | Débuts au club     | 2021            |
| Hunter Paisami            | 10 avril 1998     | Australie            | 31 (15)             | Wests Rugby            | Débuts au club     | 2020            |
| Ailiers                   |                   |                      |                     |                        |                    |                 |
| Lachlan Anderson          | 27 août 1997      | Australie            | -                   | Eastwood Rugby         | Melbourne Rebels   | 2025            |
| Jock Campbell             | 17 mai 1995       | Australie            | 4 (5)               | Univ. Queensland       | Débuts au club     | 2019            |
| Filipo Daugunu            | 4 mars 1995       | Australie            | 7 (10)              | Wests Rugby            | Débuts au club     | 2018            |
| Heremia Murray            | 11 janvier 2000   | Australie            | -                   | Northland Academy      | Crusaders          | 2025            |
| Tim Ryan                  | 29 octobre 2003   | Australie            | -                   | Brothers Old Boys      | Débuts au club     | 2024            |
| Arrières                  |                   |                      |                     |                        |                    |                 |
| Mason Gordon              | 9 mars 2003       | Australie            | -                   | Brisbane Boys' College | Débuts au club     | 2024            |

### Staff 2025
- Les Kiss - Entraîneur principal
- Brad Davis - Entraîneur adjoint
- Jonathan Fisher - Entraîneur adjoint
- Zane Hilton - Entraîneur adjoint
- Dale Roberson - Entraîneur adjoint

### Joueurs emblématiques
| - Berrick Barnes - Matthew Cockbain - Mark Connors - Quade Cooper - Sam Cordingley - David Croft - Dan Crowley - John Eales - Elton Flatley - Michael Foley - Will Genia - Peter Grigg | - Scott Higginbotham - Daniel Herbert - Tim Horan - Toutai Kefu - Chris Latham - Jason Little - Michael Lynagh - Rod McCall - Paul McLean - Brendan Moon - Stephen Moore - David Nucifora | - James O'Connor - Stan Pilecki - John Roe - Wendell Sailor - Nathan Sharpe - Tony Shaw - Rob Simmons - Andrew Slack - Peter Slattery - Damian Smith - Ben Tune - David Wilson |

### Entraîneurs
- 1986 à 2000 :  John Connolly
- 2001 à 2002 :  Mark McBain
- 2003 :  Andrew Slack
- 2004 à 2006 :  Jeff Miller
- 2007 :  Eddie Jones
- 2008 à 2009 :  Phil Mooney
- 2010 à 2012 :  Ewen McKenzie
- 2013 à 2016 :  Richard Graham
- 2016 à 2017 :  Nick Stiles
- 2018 à 2023 :  Brad Thorn
- Depuis 2023 :  Les Kiss

## Records et statistiques
Mis à jour le 30/06/2020.

### Équipe
- Plus grosse victoire - 65-5 v Sunwolves, 2020
- Plus grosse défaite - 3-92 v Bulls, 2007

### Individuel
- Nombre de capes - 148 - Sean Hardman
- Points inscrits - 847 - Quade Cooper
- Nombre d'essais - 41 - Chris Latham
- Points inscrits en une saison - 228 - Quade Cooper (2011)
- Essais inscrits en une saison - 10 - Chris Latham (2002)
- Points Inscrits en un match - 31 - Quade Cooper (v Crusaders, 2010)

### Joueurs des Reds les plus capés
| - Sean Hardman : 148 - Greg Holmes : 143 - Mark Connors : 134 - Andrew Slack : 133 - Dan Crowley : 124 - Daniel Herbert : 124 - Stan Pilecki : 122 - Tim Horan : 119 - Chris Latham : 119 - Damian Smith : 119 - Quade Cooper : 118 | - James Horwill : 117 - David Croft : 116 - Will Genia : 114 - Elton Flatley: 114 - John Eales: 112 - Tony Shaw : 112 - Rob Simmons: 112 - Ben Tune : 112 - Michael Foley : 111 - Peter Slattery : 109 - Jason Little : 107 | - Rod McCall : 107 - John Roe : 107 - Peter Grigg : 106 - David Wilson: 105 - James Slipper: 104 - Toutai Kefu: 103 - Paul McLean : 100 - Michael Lynagh : 100 - Brendan Moon : 100 - Scott Higginbotham : 100 |

### Joueurs des Reds les plus capés par poste
| - 1 Greg Holmes - 143 sélections - 2 Sean Hardman - 148 sélections - 3 Dan Crowley - 124 sélections - 4 Mark Connors - 134 sélections - 5 John Eales - 112 sélections - 6 David Croft - 116 sélections - 7 Tony Shaw - 112 sélections - 8 John Roe - 107 sélections | - 9 Will Genia - 116 sélections - 10 Quade Cooper - 118 sélections - 11 Damian Smith - 119 sélections - 12 Andrew Slack - 133 sélections - 13 Daniel Herbert - 124 sélections - 14 Ben Tune - 112 sélections - 15 Chris Latham - 119 sélections |